# Jules de Laminne
Le chevalier Jules de Laminne, né à Liège en 1876 et décédé en 1957 était un des pionniers aviateurs belges.

## Historique
Jules de Laminne a appris à voler en aéroplane à Mourmelon-le-Grand, à l'école d'aviation de Henry Farman.
Le 9 mai 1910 le chevalier Jules de Laminne obtient le brevet no 9 décerné par l'Aéro-Club de Belgique. Il fit construire un aérodrome  sur ses terres de Kiewit près de Hasselt et y crée une école de pilotage. De nombreuses personnalités furent invitées à effectuer des vols en sa compagnie. C'est ainsi que Jules de Laminne invita le Ministre de la Guerre, le général Hellebaut, à participer à un vol. Grâce à cet événement le chevalier Jules de Laminne reçu l'autorisation officielle de former des aviateurs militaires belges. Parmi les invités de Jules de Laminne figurait Ferdinand de Saxe-Cobourg, Tsar des Bulgares, avec lequel il effectua un vol de sept minutes à bord d'un Farman.
Jules de Laminne participa également à plusieurs meetings et compétitions aériennes.  Il effectua ainsi le raid Hasselt-Maestricht-Hasselt qu'il remporte devant Beaud et Verschaeve.  Il participa en outre à un meeting aérien organisé à Stockel du 23 juillet au 4 août 1910 où participaient également les aviateurs belges Pierre de Caters, Jan Olieslagers, Charles Van Den Born, Joseph Christiaens, Jules Tuck, Nicolas Kinet, Alphonse de Ridder, Léon Verstraeten, Joseph d'Hespel et Alfred Lanser. 
Le 21 octobre 1910 le chevalier de Laminne effectua la distance Liège-Oudemont-Liège sans atterrissage.
À la fin de l'année 1910, ayant dépassé quarante heures de vol, il obtient la Coupe du Baron de Crawhez. L'année suivante, il effectue les distances Kiewit-Overpelt et retour, Kiewit-Budel (aux Pays-Bas) et retour et Kiewit-Lommel et retour.
En 1913, il remet la gestion de sa plaine d'aviation et de son école à la société JERO, filiale de l'entreprise des frères Bollekens d'Anvers.
Il est inhumé au cimetière de Saint-Gilles à Liège.